# Малышев, Борис Георгиевич
Борис Георгиевич Малышев (1916—1944) — красноармеец Рабоче-крестьянской Красной Армии, участник Великой Отечественной войны, Герой Советского Союза (1944).

## Биография
Борис Малышев родился в 1916 году в Петрограде. Окончил начальную школу. До призыва в армию проживал и работал в Саратовской области. В августе 1941 года Малышев был призван на службу в Рабоче-крестьянскую Красную Армию. С сентября того же года — на фронтах Великой Отечественной войны.
К октябрю 1943 года красноармеец Борис Малышев был стрелком 820-го стрелкового полка 117-й стрелковой дивизии 4-й ударной армии Калининского фронта. Отличился во время освобождения Витебской области Белорусской ССР. В период с 6 по 15 октября 1943 года Малышев, находясь в составе танкового десанта, лично уничтожил несколько десятков солдат и офицеров противника, а также дзот и штаб вражеского подразделения. 15 октября 1943 года во время авианалёта Малышев закрыл собой от осколков командира роты, получив тяжёлое ранение. Скончался от полученных ранений 31 января 1944 года, похоронен в деревне Новые Войханы Городокского района Витебской области Белоруссии.
Указом Президиума Верховного Совета СССР от 4 июня 1944 года красноармеец Борис Малышев посмертно был удостоен высокого звания Героя Советского Союза. Также посмертно был награждён орденом Ленина.